# If You Ain't Lovin' You Ain't Livin'
If You Ain't Lovin' You Ain't Livin' è l’ottavo album in studio del cantante di musica country statunitense George Strait, pubblicato nel 1988.

## Tracce
1. If You Ain't Lovin' (You Ain't Livin') – 2:21 (Tommy Collins)
2. Under These Conditions – 3:30 (Ronnie McDowell, Joe Meador, Troy Seals)
3. Baby Blue – 3:35 (Aaron Barker)
4. Don't Mind If I Do – 3:21 (Skip Ewing, Don Sampson)
5. Bigger Man Than Me – 2:51 (Curtis Wayne)
6. Famous Last Words of a Fool – 3:37 (Dean Dillon, Rex Huston)
7. It's Too Late Now – 2:30 (David Chamberlain)
8. Is It That Time Again – 2:53 (Buddy Cannon, Dillon, Vern Gosdin)
9. Let's Get Down to It – 2:04 (L. David Lewis)
10. Back to Bein' Me – 2:35 (Hank Cochran, Dillon)